# Europäisches Gymnasium
Das Europäische Gymnasium ist ein Schulversuch in Bayern und Baden-Württemberg.

## Bayern
Beim Europäischen Gymnasium (kurz: Egy) in Bayern handelte es sich um einen 1992 gestarteten Schulversuch, der 1999 um verschiedene Varianten I bis III erweitert wurde. Der Schulversuch endete mit der endgültigen Umsetzung des achtjährigen Gymnasiums (G8) und der Absolvierung der elften Klasse an den letzten neunstufigen Gymnasien im Schuljahr 2008/2009.
Ziel war es, „der Idee Europa sowie der Bedeutung sowohl der Fremdsprachen wie auch der Naturwissenschaften in einem zusammenwachsenden Europa in besonderem Maße Rechnung zu tragen.“
Dazu wurden Fremdsprachenkenntnisse (drei Fremdsprachen) und der naturwissenschaftliche Unterricht verstärkt. Bereits in der sechsten Jahrgangsstufe begann die zweite Fremdsprache und in der zehnten bzw. elften Klasse kam die dritte Fremdsprache (Erwerb von Grundkenntnissen) hinzu. Beim Typ II wurde in der neunten Klasse zusätzlich der Unterricht im Fach Physik intensiviert. An Gymnasien des Typ III waren die Fächer Informatik sowie Natur und Technik Pflichtfächer.

## Baden-Württemberg
Das Europäische Gymnasium in Baden-Württemberg ist eine Variante des altsprachlichen Gymnasiums und geht auf eine Initiative der Bildungsministerin Annette Schavan von 2003 zurück.

An den Europäischen Gymnasien in Baden-Württemberg werden neben den beiden alten Sprachen Latein und Griechisch zwei moderne Fremdsprachen unterrichtet. Die vier Sprachen werden in zeitlich versetzten Phasen erlernt. Die dritte Sprache kommt in der achten Klasse hinzu, die vierte Fremdsprache in der zehnten Klasse. Dabei können die Schüler eine der ersten beiden Fremdsprachen ablegen oder auch alle vier bis zum Abitur beibehalten. Zu diesen modernen Fremdsprachen zählen Englisch, Französisch, Italienisch und Spanisch.
In der gymnasialen Oberstufe des Europäischen Gymnasiums sind zwei Fremdsprachen Pflicht; dabei muss es sich um eine moderne und eine alte Sprache handeln. Die Schüler erhalten bei erfolgreichen Ergebnissen mit dem Abiturzeugnis das Zertifikat „Europäisches Gymnasium“.